# Gaatjescamera

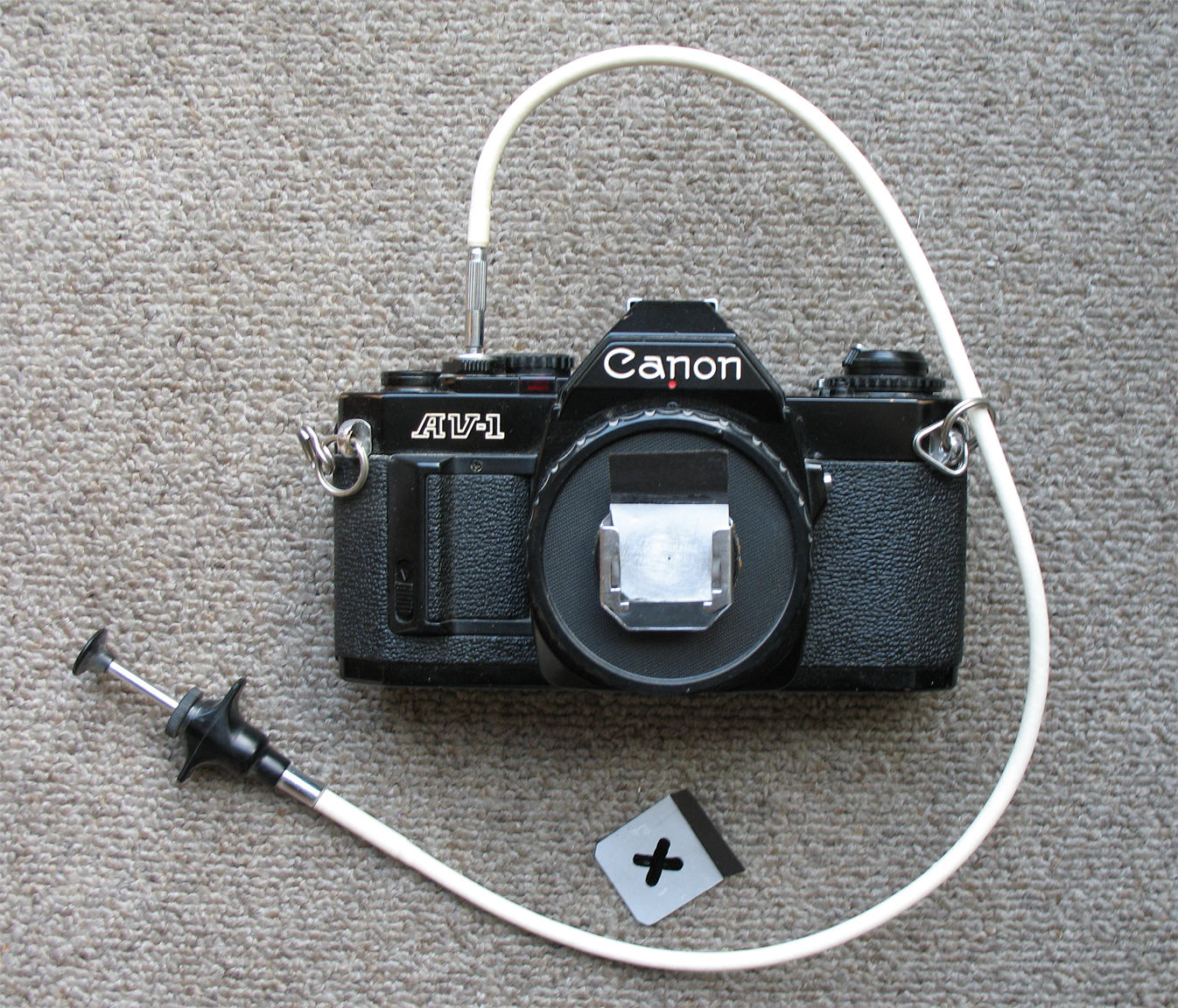
Een tot gaatjescamera omgebouwde AV-1-camera van Canon

Een gaatjescamera of speldenprikcamera is een camera zonder lens. In plaats van een lens wordt een klein gaatje gebruikt.
De scherpte hangt af van de grootte van het gaatje en van de afstand tussen het gaatje en de film (of beeldchip). Over het algemeen geldt dat hoe kleiner het gaatje is hoe scherper het beeld is, totdat diffractie een rol gaat spelen en weer meer onscherpte veroorzaakt.
Het beeld is wel overal even (on)scherp, zodat de scherptediepte oneindig is en er niet scherpgesteld hoeft te worden. Verder treedt er aan de randen van de foto geen vertekening op, wat bij foto's genomen met een lens wel het geval is. Hierdoor kunnen er met gaatjescamera's ultragroothoekfoto's gemaakt worden.
Een nadeel van een gaatjescamera is dat er door het kleine gaatje maar weinig licht valt en dat er dus een lange belichtingstijd nodig is.
De gaatjescamera lijkt daarmee erg op de camera obscura.